# Soyuz 13
Soyuz 13 fue una misión única de una nave Soyuz 7K-T modificada que en el módulo orbital portaba el observatorio espacial Orion 2. Fue lanzada el 18 de diciembre de 1973 desde el cosmódromo de Baikonur con dos cosmonautas a bordo.
Durante la misión la tripulación realizó diferentes observaciones astrofísicas en el espectro ultravioleta. También se realizaron fotografías ultravioleta de áreas específicas de la superficie terrestre y se continuaron las pruebas de los sistemas de la nave.
La Soyuz regresó el 26 de diciembre, en medio de una tormenta de nieve.

## Tripulación
- Pyotr Klimuk (Comandante)
- Valentin Lebedev (Ingeniero de vuelo)

## Tripulación de respaldo
- Lev Vorobiyov (Comandante)
- Valeri Yazdovsky (Ingeniero de vuelo)

## Tripulación de reserva
- Vladimir Kovalyonok (Comandante)
- Yuri Ponomaryov (Ingeniero de vuelo)